# Aeroporto di Mangalore
L'Aeroporto di Mangalore è un aeroporto definito come domestico dalle autorità indiane e situato a 13 km dalla città di Mangalore in India.

## Incidenti
- Il 19 agosto 1981 il Volo Indian Airlines 557 uscì di pista in fase di atterraggio; non ci furono vittime ma solamente danni all'aereo.
- Il 22 maggio 2010 il Volo Air India Express 812 si schianta subito dopo l'atterraggio provocando numerose vittime.